# 戴维·里滕豪斯
戴维·里滕豪斯（英語：David Rittenhouse，1732年4月8日—1796年6月26日），亦譯戴維·里滕豪斯，是18世紀美國的天文學家、發明家、測量學家及数学家。黎頓郝斯曾任美國哲學會的第二任主席，並以製作美國第一架望遠鏡，以及發現金星的大氣而著名。

## 生平
1732年4月8日，黎頓郝斯生于美國賓夕法尼亞州費城縣羅克斯伯勒鎮，這個鎮區的附近是費城內一個叫黎頓郝斯鎮的小鄉村。這條小鄉村的附近是日耳曼敦，在一條叫紙廠溪的小溪的沿岸，這條小溪是威沙基肯溪的支流。
他是自學成才的，從小就顯示出非凡的科學與數學才能。19歲時他就在其父親于Norriton的農場內開了一間製作科學儀器的小店。當時他的工作主要專注于鐘錶，他製作了兩架太陽系儀，一架于宾夕法尼亚大学的圖書館內；另外一架在普林斯顿大学的Peyton Hall內。期間黎頓郝斯還製作了美國第一架望遠鏡。
1763年－1764年，進行賓夕法尼亞州與馬里蘭州的地界测量。在測量學方面，黎頓郝斯督導確定了以下美國州屬的分界線：
1. 賓夕法尼亞州與馬里蘭州、新澤西州、紐約州和西北地區的界線。
2. 紐約州與麻薩諸塞州的部分界線。

黎頓郝斯亦首創在中星儀和其他方位測量儀器中用天然蜘蛛網作為十字絲。
1767年，宾夕法尼亚學院（College of Philadelphia，後來成為宾夕法尼亚大學）頒發名譽碩士學位給黎頓郝斯。
1768年，黎頓郝斯當選為美國哲學會會員。
1769年，觀測金星凌日時發現金星有大氣。其實另外一個俄國人羅蒙諾索夫早在1761年觀察金星凌日時就有相同發現，二人都分別寫下其觀測報告，但報告一直到多個世紀後才分別正式發表。
1775年，他成為“安全委員會”的工程师。
1779年－1782年，他成為宾夕法尼亚州大学的天文學教授（宾夕法尼亚州大学後來成為今天的宾夕法尼亚大學）。1780年－1782年成為該大學的Vice-Provost。1782年-1796年成為“理事”（Trustee）。
1791年起任美國哲學學會主席，直到逝世。1792年－1795年，他成為“美國鑄幣局”的第一任主席。 1793年，他在宾夕法尼亚州組織了民主-共和协会。1795年當選為倫敦皇家學會會員。

### 逝世
1796年6月26日死于賓夕法尼亞州的費城。